# Billy Joe Shaver
Billy Joe Shaver (Corsicana, Texas; 16 de agosto de 1939-Waco, Texas; 28 de octubre de 2020) fue un cantautor estadounidense de música country y americana.

## Biografía
Criado por su madre, Victoria Watson Shaver, ya que su padre Virgilio dejó a la familia antes de su nacimiento, pasó gran parte de su tiempo con su abuela en Corsicana (Texas) hasta los 12 años de edad, para que su madre pudiera trabajar en Waco en un club nocturno, donde a veces la acompañaba. Allí descubrió la música country. Su madre lo recupera y él pierde su abuela. Dejó la escuela después del octavo grado para ayudar a sus tíos en la recogida de algodón, pero vuelve a veces, sólo para hacer deporte. A los 17 años ingresó en la Marina de los EE. UU., pero no se quedó y comenzó diversos trabajos como el de cow-boy en los rodeos. En este tiempo, conoció y se casó con Brenda Joyce Tindell, quien tiene un hijo, Eddy Shaver. La pareja se divorció, pero se volvió a casar después de algún tiempo. 
Empleado en un aserradero, Billy Joe Shaver tiene un accidente. Pierde dos dedos y contrae una grave infección. Luego aprendió a tocar la guitarra con los dedos restantes. Por 50 dólares a la semana, se mudó a Nashville, como compositor. Allí Waylon Jennings lo descubre y lo contrata para componer las canciones de su álbum Honky Tonk Heroes. 
Elvis Presley y Kris Kristofferson lo contratan a su vez. Luego acompañó a muchos cantantes en sus giras como: Willie Nelson, Nanci Griffith, Chuck Leavell y Dickey Betts de los Allman Brothers, Charlie Daniels, Flaco Jiménez o Al Kooper.
En 1999 entra en el Grand Ole Opry. Después de perder a su esposa, Brenda, y su madre de cáncer ese año, Shaver pierde el 31 de diciembre de 2000 a su hijo Eddy, quien murió a la edad de 38 años de una sobredosis de heroína. Él tiene un ataque al corazón en un concierto en New Braunfels. Operado con éxito, hizo su regreso en 2002 con el álbum" Freedom's Child.  En 2002 es premiado en los Americana Music Honors & Awards, el evento insignia de la Americana Music Association, con su primer premio a una vida de compositor.  Participa en noviembre de 2005 en el CMT Outlaws y en 2006, entra en el Texas Country Music Hall of Fame. 

I'm listening to Billy Joe Shaver, And I'm reading James Joyce
estoy escuchando a Billy Joe Shaver y estoy leyendo a James Joyce

Bob Dylan lo menciona en 2009 en su canción I Feel a Change Comin' On  en el álbum Together Through Life. También es el personaje central de la canción Wish I Could Write Like Billy Joe del álbum Stormy Love de Bugs Henderson.
Falleció el 28 de octubre de 2020 en Waco, Texas a los 81 años a causa de un derrame cerebral.

## Cine
Aparece en El Predicador en 1996, en el 2003, en El Secreto de los hermanos McCann, y en 2005 The Wendell Baker Story. 
Una película documental sobre su vida se hizo en 2004, Un Retrato de Billy Joe, así como en el año 2006 Billy Joe Shaver - Carolina del Norte, 2006. 

## Discografía

### Álbumes
| Año                                     | Álbum                                                              | Posición en las listas | Posición en las listas | Posición en las listas | Posición en las listas | Posición en las listas | Sello         |
| Año                                     | Álbum                                                              | EE. UU. Country        | EE. UU.                | EE. UU. Heat           | EE. UU. Indie          | EE. UU. Christ         | Sello         |
| --------------------------------------- | ------------------------------------------------------------------ | ---------------------- | ---------------------- | ---------------------- | ---------------------- | ---------------------- | ------------- |
| 1973                                    | Old Five and Dimers Like Me                                        | —                      | —                      | —                      | —                      | —                      | Monument      |
| 1976                                    | When I Get My Wings                                                | —                      | —                      | —                      | —                      | —                      | Capricorn     |
| 1977                                    | Gypsy Boy                                                          | —                      | —                      | —                      | —                      | —                      | Capricorn     |
| 1981                                    | I'm Just an Old Chunk of Coal (But I'm Gonna Be a Diamond Someday) | —                      | —                      | —                      | —                      | —                      | Columbia      |
| 1982                                    | Billy Joe Shaver                                                   | —                      | —                      | —                      | —                      | —                      | Columbia      |
| 1987                                    | Salt of the Earth                                                  | —                      | —                      | —                      | —                      | —                      | Columbia      |
| 1993                                    | Tramp on Your Street                                               | —                      | —                      | —                      | —                      | —                      | Volcano       |
| 1996                                    | Highway of Life                                                    | —                      | —                      | —                      | —                      | —                      | Justice       |
| 1998                                    | Victory                                                            | —                      | —                      | —                      | —                      | —                      | New West      |
| 1999                                    | Electric Shaver                                                    | —                      | —                      | —                      | —                      | —                      | New West      |
| 2001                                    | The Earth Rolls On                                                 | —                      | —                      | —                      | —                      | —                      | New West      |
| 2002                                    | Freedom's Child                                                    | —                      | —                      | —                      | —                      | —                      | Compadre      |
| 2003                                    | Try and Try Again                                                  | —                      | —                      | —                      | —                      | —                      | Compadre      |
| 2004                                    | Billy and the Kid                                                  | —                      | —                      | —                      | —                      | —                      | Compadre      |
| 2005                                    | The Real Deal                                                      | —                      | —                      | —                      | —                      | —                      | Compadre      |
| 2007                                    | Everybody's Brother                                                | —                      | —                      | —                      | —                      | 50                     | Compadre      |
| 2014                                    | Long in the Tooth                                                  | 19                     | 157                    | 4                      | 23                     | —                      | Lightning Rod |
| "—" denota que no ingresó en las listas |                                                                    |                        |                        |                        |                        |                        |               |

### Compilaciones
| Año  | Álbum                                           | Sello       |
| ---- | ----------------------------------------------- | ----------- |
| 1994 | Honky Tonk Heroes (Capricorn label compilación) | Bear Family |
| 1995 | Restless Wind (1973 - 1987)                     | Razor & Tie |
| 2007 | Greatest Hits                                   | Compadre    |

### Clips
| Año  | Vídeo                     | Director      |
| ---- | ------------------------- | ------------- |
| 1993 | The Hottest Thing in Town | Steve Mims    |
| 1993 | Live Forever              | Steve Boyle   |
| 1994 | Georgia On a Fast Tren    | Chris Rogers  |
| 1996 | Comin' On Strong          |               |
| 2002 | Freedom's Child           |               |
| 2005 | Live Forever              | Rick Schroder |
| 2007 | Get Thee Behind M Satanás | The Brads     |